# Marc Dresander
Marc Dresander (* 1977 in Bad Kreuznach) ist ein deutscher Schauspieler und Synchronsprecher.

## Leben
Marc Dresander absolvierte von 1996 bis 1999 seine Schauspielausbildung an der Schauspielschule Die Etage – Schule für die darstellenden und bildenden Künste e.V. in Berlin. Später besuchte er verschiedene Schauspielcoachings und Workshops für Kameraarbeit, u. a. bei Hannes Jaenicke. Seit 2008 nimmt er regelmäßig an Trainingsklassen der Schauspielcoaching-Agentur „Die Tankstelle“ (Sigrid Andersson, Berlin) teil.
Theaterengagements hatte er in Berlin, so 2003 beim Berliner Theater in der Zinnowitzer Straße als Spiro in der Theaterkomödie Mord, einer Woody-Allen-Adaption, in einer Inszenierung von Alexander Levit. 2005 gastierte er mit der „Compagnia Quarta Parete“ am Jüdischen Theater Berlin in der Hauptrolle des Ross Gardiner in dem Theaterstück Besuch bei Mr. Green von Jeff Baron (Regie: Dan Lahav).
Seit 1999 steht er außerdem in Film- und Fernsehproduktionen vor der Kamera. Er übernahm Hauptrollen in mehreren Filmen. Für seine Hauptrolle als Leiter eines Laienorchesters in dem Spielfilm Falsches Spiel, eine Produktion der FH Mainz, wurde er 2017 beim Alternative Film Festival (AltFF) in Toronto (Kanada) als „Bester Schauspieler“ (Best Actor Feature Film) ausgezeichnet.
Er hatte Nebenrollen in mehreren Fernsehserien, u. a. in Schloss Einstein (2001), Berlin, Berlin (2004), Unser Charly (2005), Gute Zeiten, schlechte Zeiten (2008) und Notruf Hafenkante (2015). Im April 2016 war er in der ZDF-Krimiserie SOKO Wismar in einer Episodennebenrolle zu sehen. Im Februar 2018 war Dresander in der ARD-Fernsehserie Rote Rosen in einer Seriennebenrolle als soeben aus Kenia zurückgekehrter Kaffee-Experte Joost Büttner zu sehen. Seinen ersten Auftritt hatte er in Folge 2591 in einer Szene mit Jörg Pintsch, als er die Kaffeerösterei Juncker & Joseph aufsucht, um nach dem alten Herrn Joseph, seinem einstigen Lehrherrn, zu fragen.
Außerdem wirkte er als Darsteller in Werbespots mit, u. a. für Teekanne, Wikinger Reisen, Mein RTL, Persil und Bauder mit.
Dresander lebt in Berlin.

## Filmografie (Auswahl)
- 2001: Schloss Einstein (Fernsehserie)
- 2001: Hans Christian Andersen – My life as a Fairytale (Fernsehfilm)
- 2004: Berlin, Berlin (Fernsehserie)
- 2005: Unser Charly (Fernsehserie)
- 2008: Gute Zeiten, schlechte Zeiten (Fernsehserie)
- 2011: Dialogbereit (Doku-Fiction, Pilot)
- 2014: Westfalia (Kinofilm)
- 2015: Notruf Hafenkante: Wo ist Papa? (Fernsehserie)
- 2016: SOKO Wismar: Lebensretter (Fernsehserie, eine Folge)
- 2016: Falsches Spiel (Spielfilm)
- 2018: Rote Rosen (Fernsehserie)
- 2020: Der Lehrer (Fernsehserie)
- 2021: Gute Zeiten, schlechte Zeiten (Fernsehserie)
- 2022: Polizeiruf 110: Black Box (Fernsehreihe)
- 2022: SOKO Leipzig: Schallali (Fernsehserie, eine Folge)

## Auszeichnungen
- 2017: „Best Actor Feature Category“, AltFF Alternative Filmfestival Toronto (für die Hauptrolle in Falsches Spiel)